# Max Gerstl
Max Gerstl (6. března 1897 Praha – 1. října 1982, White Plains?, Spojené státy americké) byl český architekt a designér. K jeho realizacím patří zejména portály, markýzy, výklady či firemní štíty prodejen, je také autorem rodinných domů. Jeho dílo dosud nebylo plně zmapováno, řada objektů se nedochovala.

## Život
Max Gerstl se narodil ve významné židovské rodině, která se usadila v Praze již roku 1492. Jeho pradědeček Abraham von Gerstl byl za sedmileté války povýšen do šlechtického stavu.
Vystudoval stavební školu. Za první světové války byl odveden a v boji utrpěl těžké zranění. Po válce studoval u profesora Jana Kotěry na Akademii výtvarných umění v Praze.
V roce 1926 si otevřel vlastní projektovou kancelář v centru Prahy.
V roce 1938 emigroval s manželkou a dvěma dětmi do New Yorku, kde si znovu založil svůj architektonický ateliér.
Za druhé světové války si psal s Janem Masarykem. Přidal se ke Svobodným zednářům, stal se členem zednářské lóže Humanitas. (Doklad o jeho členství existuje již v roce 1936, kdy v periodiku Svobodný zednář oznámil úmysl založit sbírku Zednářská umělecká fotografie.)
Zemřel v roce 1982. Do Prahy, po které se mu velmi stýskalo, se mu už nepodařilo vrátit. Jeho dcera Bronia Gerstl Reyman věnovala pozůstalost v podobě fotografií a architektonických plánů Národnímu technickému muzeu v Praze. Paní Gerstl Reyman dále věnovala Židovskému muzeu v Praze portrét Maxe Gerstla ve vojenské uniformě (olej na plátně, Budapešť 1915, autor František Sokol) a portrét jeho děda Mosese Gerstla.

## Dílo

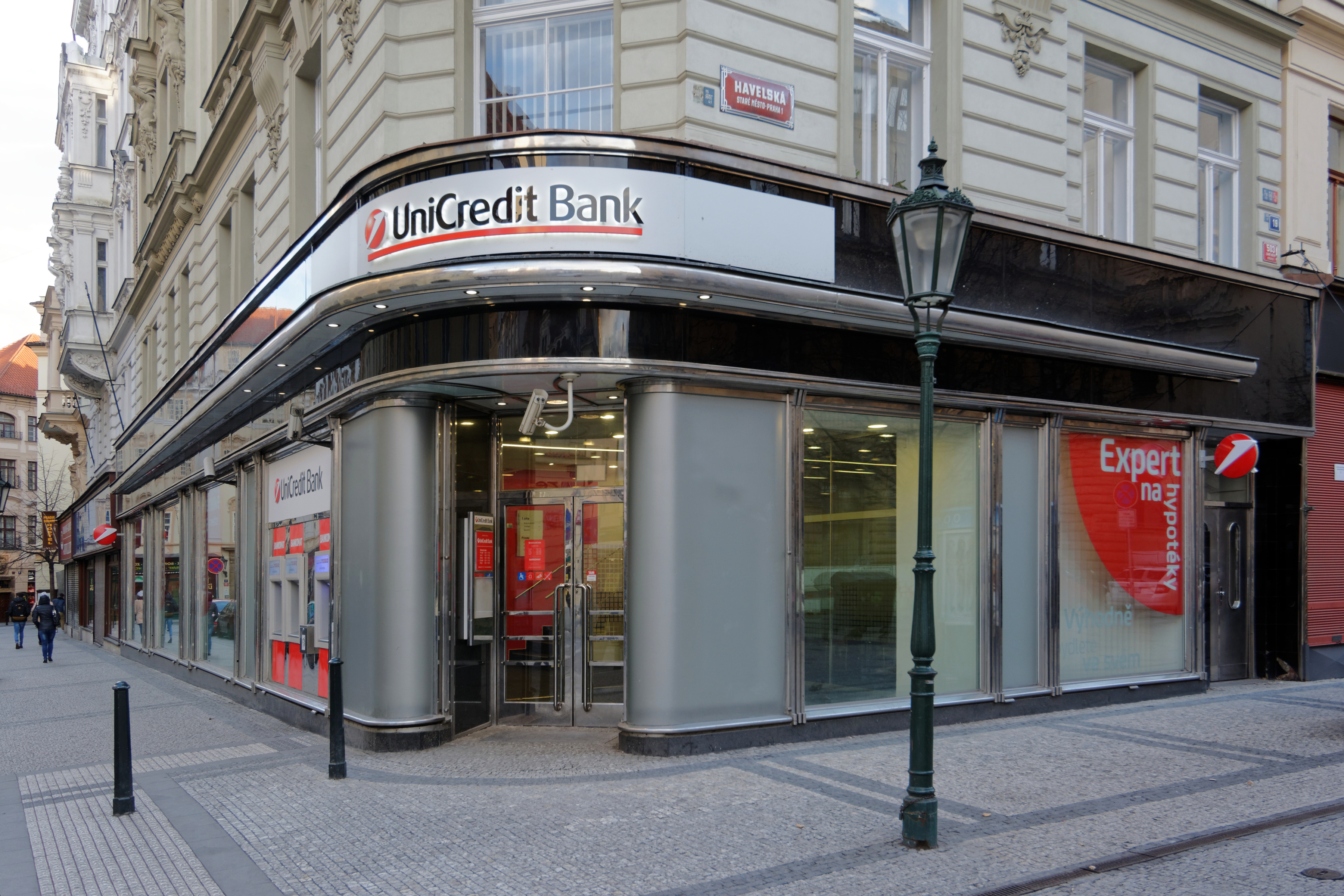
Výkladce obchodu, Praha 1 – Staré Město, Havelská 19 / Melantrichova 4

* 1927 rodinná hrobka rodiny Grünwaldových na tzv. Novém židovském hřbitově v Prostějově, Brněnská ul.

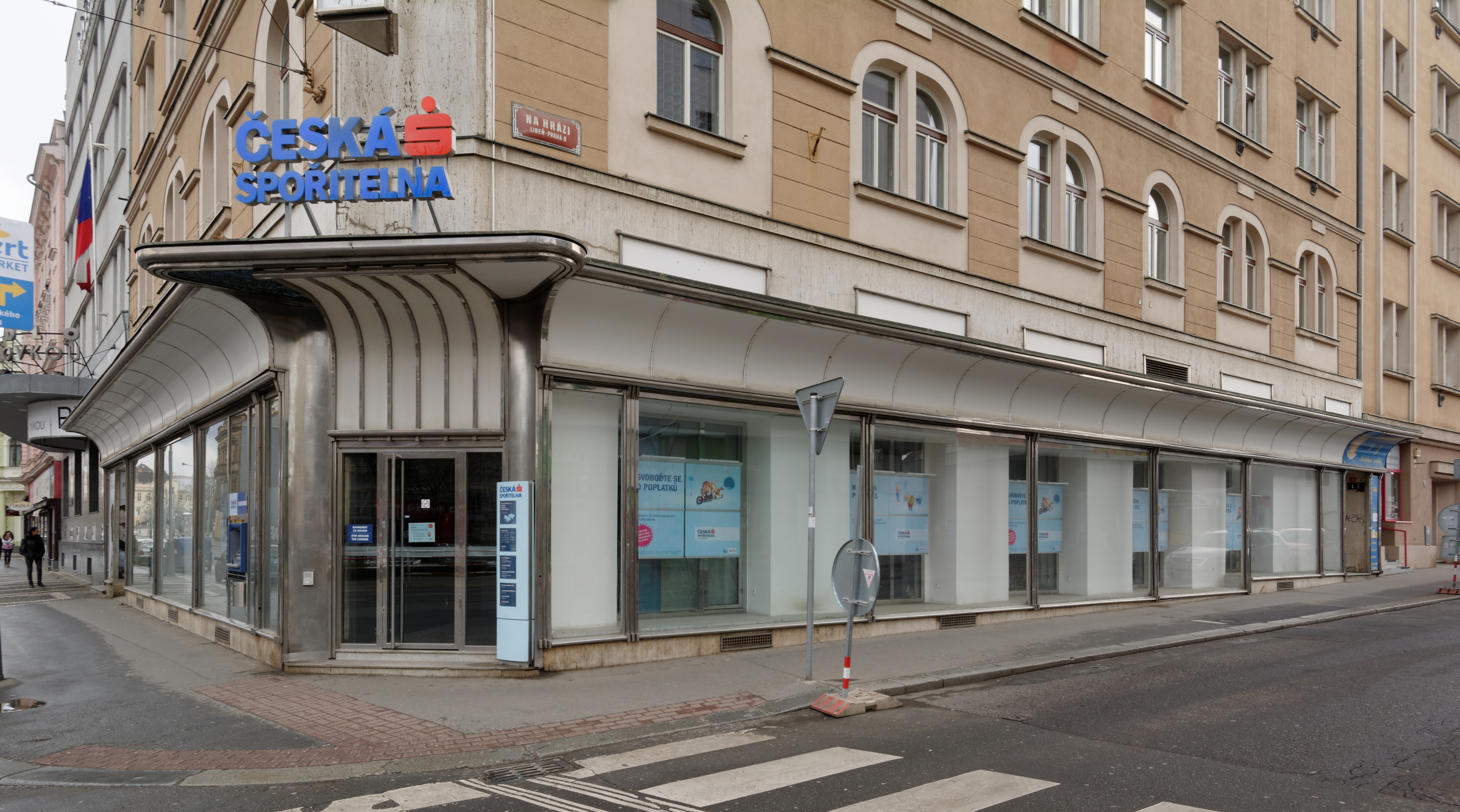
Výkladce obchodu, Praha 8 – Libeň, Na Hrázi 1 / Zenklova 32

- 1928 výkladce obchodů v domě čp. 391, Praha 1 – Staré Město, Na Příkopě 7 / Provaznická 6 [9]
- 1928–1930 Rodinný dům, Praha 8 – Libeň, čp. 1374, Valčíkova 5[10]
- 1932 portál obchodního domu ARA (později Perla), Praha 1 – Staré Město, čp. 371, Perlová 5 / 28. října 1 – zničeno[10][11][p 1]
- 1934 - 1937 dům čp. 600 "U Hřebene", Praha 1 – Staré Město, Celetná 7 / Štupartská 2 – zničeno[12]
- 1935 výkladce přízemí Domu U Černé Matky Boží, Praha 1 – Staré Město, čp. 569, Celetná 34, Ovocný Trh 19[13]
- 1935 Výkladce obchodního domu pojišťovny Praha, čp. 583, Praha 1 – Staré Město, Na Příkopě 15 / Havířská 3 a 5[p 2][14]
- 1935 Přestavba obchodního domu pro odívání mládeže Ferdinand Hirsch, Praha 1 - Staré Město, Železná 14 (dnes United Colors of Benetton)[15]
- 1936 Rodinný dům, Praha 6 – Břevnov, čp. 1154, Michalovicova 1[10]
- 1937 Výkladce domu "U zlatého jelena", čp. 383, Praha 1 – Staré Město, Na Můstku 1 / Rytířská 14[16]
- 1937 Úprava průčelí domu čp. 962 do Rytířské ulice, Praha 1 – Staré Město, Rytířská 27 / V Kotcích 30[17]
- 30. léta Portál obchodu, Praha 1 – Staré Město, Havelská 19 / Melantrichova 4[10]
- 30. léta Portál obchodu, Praha 8 – Libeň, Na Hrázi 1 / Zenklova 32[10]

## Zajímavost
V roce 1935 používal Max Gerstl automobil Škoda Rapid a jeho jméno bylo v této souvislosti použito v reklamním inzerátu.